# TT Assen 1989
De TT van Assen 1989 was de negende Grand Prix van wereldkampioenschap wegrace voor motorfietsen in het seizoen 1989. Ze werd verreden op het TT Circuit Assen nabij Assen.

## Algemeen
De TT van Assen werd verreden in het kader van de "Speedweek Assen", die al begon op 19 juni met de trainingen voor het Europees kampioenschap wegrace. De EK-races vonden plaats op 20 juni, de Formule 1-klasse reed op 22 juni. De WK-races werden verreden op zaterdag 24 juni (80-, 125-, 250- en 500 cc en de zijspanklasse). De start van de races werd vertraagd omdat het publiek 's nachts een aantal strobalen in brand had gestoken en ook tv-kabels van de NOS had vernield.

## 500cc-klasse

### De training
Wayne Gardner mocht van dokter Costa rijden in Assen, maar merkte al tijdens de trainingen dat hij nog lang niet hersteld was van zijn beenbreuk. Hij reed desondanks de negende tijd, ruim twee seconden langzamer dan Kevin Schwantz. Ook Wayne Rainey, Pierfrancesco Chili en Christian Sarron zelf doken ruim onder het oude trainingsrecord van Sarron. Christian's broer Dominique Sarron schakelde zichzelf uit door een valpartij in de warm-uptraining. Hij brak een botje in zijn schouder.

#### Trainingstijden
| Pos | Coureur             | Merk                               | Tijd    |
| --- | ------------------- | ---------------------------------- | ------- |
| 1.  | Kevin Schwantz      | Pepsi-Suzuki                       | 2"09"85 |
| 2.  | Wayne Rainey        | Roberts-Lucky Strike-Yamaha        | 2"10'56 |
| 3.  | Pierfrancesco Chili | Gallina-HB-HRC-Honda               | 2"10'59 |
| 4.  | Christian Sarron    | Gauloises-Sonauto-Yamaha           | 2"10'66 |
| 5.  | Kevin Magee         | Roberts-Lucky Strike-Yamaha        | 2"10'95 |
| 6.  | Eddie Lawson        | Kanemoto Racing-Rothmans-HRC-Honda | 2"11'33 |
| 7.  | Ron Haslam          | Pepsi-Suzuki                       | 2"11'46 |
| 8.  | Freddie Spencer     | Agostini-Marlboro-Yamaha           | 2"11'87 |
| 9.  | Wayne Gardner       | Rothmans-HRC-Honda                 | 2"12'20 |
| 10. | Randy Mamola        | Cagiva Corse                       | 2"12'42 |

### De race
De start van de race werd vertraagd door een domme actie van Randy Mamola, de clown onder de coureurs die het publiek al vermaakt had met een klompendans, maar die tijdens de opwarmronde nog een mooie wheelie wilde maken. Hij trok zijn Cagiva achterover in de Strubben en mocht die op de grid laten repareren. Toen er eindelijk gestart werd nam Wayne Rainey de leiding voor Kevin Schwantz, Eddie Lawson, Kevin Magee, Christian Sarron en Freddie Spencer. Rainey leidde drie ronden voor Schwantz en de goed volgende Pierfrancesco Chili, die in gevecht was met Eddie Lawson. Lawson nam pas in de negende ronde de derde plaats over toen Chili's Pirelli-banden de geest begonnen te geven. Nu werd Lawson belaagd door Sarron wiens Yamaha minder snel was maar veel beter stuurde, ondanks het feit dat hij vanwege een handblessure had gekozen voor (zwaardere) stalen remschijven. Schwantz had intussen al in de vierde ronde de leiding genomen en tegen het einde van de race begon hij weg te lopen van Rainey. Schwantz had een voorsprong van 2,5 seconde toen vier ronden voor het einde een drijfstang van zijn Suzuki brak. Nu kon Rainey de overwinning niet meer ontgaan. Lawson werd tweede en Sarron derde. Freddie Spencer werd dertiende nadat hij twee keer rechtdoor was geschoten door vastlopers. 

#### Uitslag 500cc-klasse

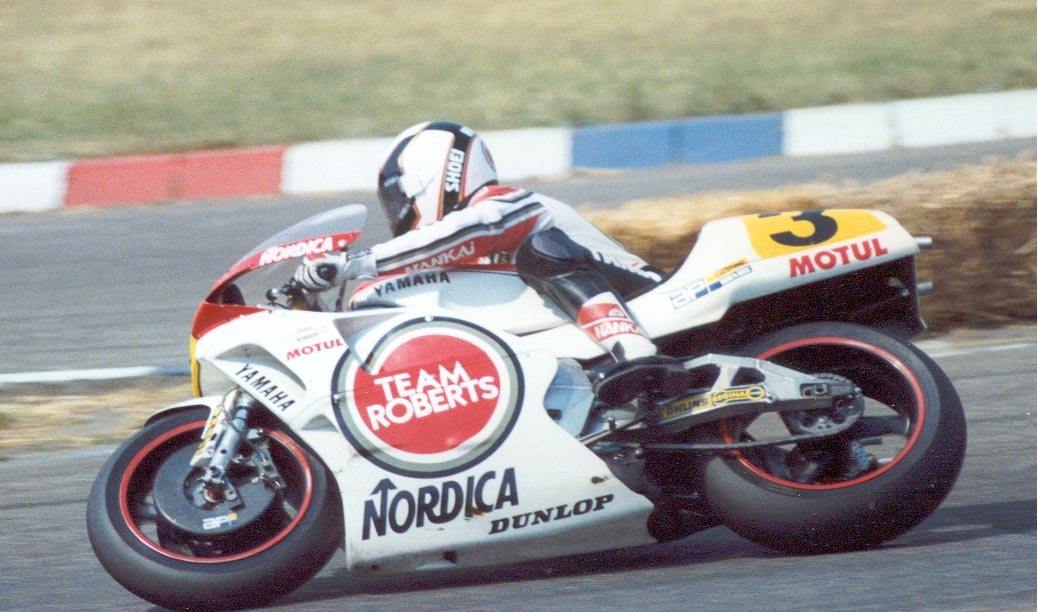
Wayne Rainey

| Pos | Coureur             | Merk                               | Tijd     | Grid | Punten |
| --- | ------------------- | ---------------------------------- | -------- | ---- | ------ |
| 1   | Wayne Rainey        | Roberts-Lucky Strike-Yamaha        | 43"42'08 | 2    | 20     |
| 2   | Eddie Lawson        | Kanemoto Racing-Rothmans-HRC-Honda | 43"49'05 | 6    | 17     |
| 3   | Christian Sarron    | Gauloises-Sonauto-Yamaha           | 43"51'92 | 4    | 15     |
| 4   | Kevin Magee         | Roberts-Lucky Strike-Yamaha        | 44"04'19 | 5    | 13     |
| 5   | Pierfrancesco Chili | Gallina-HB-HRC-Honda               | 44"12'16 | 3    | 11     |
| 6   | Wayne Gardner       | Rothmans-HRC-Honda                 | 44"12'40 | 9    | 10     |
| 7   | Ron Haslam          | Pepsi-Suzuki                       | 44"13'19 | 7    | 9      |
| 8   | Niall Mackenzie     | Agostini-Marlboro-Yamaha           | 44"31'63 | 12   | 8      |
| 9   | Mick Doohan         | Rothmans-HRC-Honda                 | 44"37'92 | 13   | 7      |
| 10  | Rob McElnea         | Cabin-HRC-Honda                    | 45"07'51 | 14   | 6      |
| 11  | Randy Mamola        | Cagiva Corse                       | 45"47'04 | 10   | 5      |
| 12  | Alessandro Valesi   | Iberna-Yamaha                      | +1 ronde | 15   | 4      |
| 13  | Freddie Spencer     | Agostini-Marlboro-Yamaha           | +1 ronde | 8    | 3      |
| 14  | Marco Gentile       | Fior-Marlboro-Yamaha               | +1 ronde | 18   | 2      |
| 15  | Cees Doorakkers     | Honda                              | +1 ronde | 22   | 1      |
| 16  | Bruno Kneubühler    | Römer-Honda                        | +1 ronde | 23   |        |
| 17  | Michael Rudroff     | Rallye Sport-Honda                 | +1 ronde | 26   |        |
| 18  | Michele Valdo       | Honda                              | +1 ronde | 25   |        |
| 19  | Simon Buckmaster    | Team Katayama-Honda                | +1 ronde | 17   |        |
| 20  | Marco Papa          | Greco-Paton                        | +1 ronde | 21   |        |
| 21  | Peter Schleef       | Honda                              | +1 ronde | 35   |        |
| 22  | Martin Trösch       | Honda                              | +1 ronde | 33   |        |
| 23  | Niggi Schmassmann   | Technotron-Honda                   | +1 ronde | 29   |        |
| 24  | Felix Beck          | Zeder AG-Honda                     | +1 ronde | 30   |        |
| 25  | Alois Meyer         | Rallye Sport-Honda                 | +1 ronde | 36   |        |

| Coureur          | Merk                             | Oorzaak    | Grid |
| ---------------- | -------------------------------- | ---------- | ---- |
| Pavol Dekánek    | Wernberger Konservenfabrik-Honda |            | 34   |
| Kevin Schwantz   | Pepsi-Suzuki                     | Drijfstang | 1    |
| Andreas Leuthe   | Librenti-Suzuki                  |            | 31   |
| Josef Doppler    | Suzuki                           |            | 27   |
| Karl Truchsess   | Shell-Honda                      |            | 24   |
| Peter Lindén     | Flygvapnet-Eurovan Germany-Honda |            | 19   |
| Eddie Laycock    | Millar-Honda                     |            | 20   |
| Juan López Mella | Xunta-Honda                      |            | 32   |
| Stéphane Mertens | Total Bel Ray-Honda              |            | 16   |

| Coureur          | Merk                                     | Oorzaak  | Grid |
| ---------------- | ---------------------------------------- | -------- | ---- |
| Rachel Nicotte   | Ville de Plaisir-Jacadi-Chevallier-Honda |          | 28   |
| Dominique Sarron | ELF-ROC-HRC-Honda                        | Blessure | 11   |

| Coureur                      | Merk                     |
| ---------------------------- | ------------------------ |
| Fernando González de Nicolás | Club Cross Pozuelo-Honda |
| Ian Pratt                    | Honda                    |
| Tony Carey                   | Uvex-Eurol-Spondon-Honda |

| Coureur           | Merk                     | Oorzaak |
| ----------------- | ------------------------ | ------- |
| Adrien Morillas   | ELF-ROC-HRC-Honda        | [ 6 ]   |
| Norihiko Fujiwara | Tech 21-Yamaha           | [ 7 ]   |
| Shinichi Ito      | Seed-HRC-Honda           | [ 8 ]   |
| Tadahiko Taira    | Tech 21-Yamaha           | Gezin   |
| Shunji Yatsushiro | Pentax-HRC-Honda         | [ 8 ]   |
| Kunio Machii      | Nescafé-Yamaha           | [ 8 ]   |
| Bubba Shobert     | Cabin-HRC-Honda USA      | Gewond  |
| Luca Cadalora     | Agostini-Marlboro-Yamaha | [ 11 ]  |
| Romolo Balbi      | Honda                    |         |
| Massimo Broccoli  | Cagiva Corse             |         |
| Michael Dowson    | Yamaha                   |         |
| Fabio Biliotti    | Team Katayama-Honda      |         |
| John Kocinski     | Roberts-Yamaha           | [ 13 ]  |
| Ernst Gschwender  | Suzuki Deutschland       |         |
| Fred Merkel       | Gallina-HB-HRC-Honda     |         |
| Thierry Crine     | Konica Minolta-Suzuki    | [ 14 ]  |
| Roger Burnett     | Rothmans-HRC-Honda       | [ 15 ]  |
| Alberto Rota      | Yamaha                   |         |

### Top tien tussenstand 500cc-klasse
| Pos | Coureur             | Merk                               | Ptn |
| --- | ------------------- | ---------------------------------- | --- |
| 1   | Wayne Rainey        | Roberts-Lucky Strike-Yamaha        | 143 |
| 2   | Eddie Lawson        | Kanemoto Racing-Rothmans-HRC-Honda | 127 |
| 3   | Christian Sarron    | Gauloises-Sonauto-Yamaha           | 97  |
| 4   | Kevin Magee         | Roberts-Lucky Strike-Yamaha        | 83  |
| 5   | Pierfrancesco Chili | Gallina-HB-HRC-Honda               | 80  |
| 6   | Kevin Schwantz      | Pepsi-Suzuki                       | 77  |
| 7   | Mick Doohan         | Rothmans-HRC-Honda                 | 56  |
| 8   | Niall Mackenzie     | Agostini-Marlboro-Yamaha           | 48  |
| 8   | Ron Haslam          | Pepsi-Suzuki                       | 48  |
| 10  | Wayne Gardner       | Rothmans-HRC-Honda                 | 43  |

## 250cc-klasse

### De training
Slechts 0,08 seconde scheidde Sito Pons en Reinhold Roth, voor wie Assen een van zijn favoriete circuits was. Jean-Philippe Ruggia zette zijn Yamaha YZR 250 op de derde plaats, maar Juan Garriga was slechts twaalfde, nog achter Alberto Puig met de Yamaha TZ 250-productieracer. Carlos Lavado had eindelijk weer een machine, de Rudy Project-Aprilia van de zwaar geblesseerde Fabio Barchitta. Hij kwalificeerde zich als zeventiende. Wilco Zeelenberg had van HRC een fabriekskit gekregen, maar had moeite om zijn nieuwe onderdelen af te stellen en kwalificeerde zich slechts als 23e.

#### Trainingstijden
| Pos | Coureur              | Merk                       | Tijd    |
| --- | -------------------- | -------------------------- | ------- |
| 1.  | Sito Pons            | Campsa-JJ Cobas-HRC-Honda  | 2"15'10 |
| 2.  | Reinhold Roth        | HB-Shoei-HRC-Honda         | 2"15'18 |
| 3.  | Jean-Philippe Ruggia | Gauloises-Sonauto-Yamaha   | 2"15'44 |
| 4.  | Carlos Cardús        | Repsol-HRC-Honda España    | 2"15'75 |
| 5.  | Luca Cadalora        | Agostini-Marlboro-Yamaha   | 2"15'90 |
| 6.  | Jacques Cornu        | Lucky Strike-ELF-HRC-Honda | 2"16'18 |
| 7.  | Martin Wimmer        | Hein Gericke-Aprilia-Rotax | 2"16'38 |
| 8.  | Loris Reggiani       | HB-HRC-Honda               | 2"16'58 |
| 9.  | Alberto Puig         | Nieto-Ducados-Yamaha       | 1"16'62 |
| 10. | Didier de Ragiguès   | Aprilia                    | 2"16'84 |

### De race
Na de eerste ronde leidde Reinhold Roth voor Carlos Cardús, Luca Cadalora, Jacques Cornu, Martin Wimmer, Gary Cowan, Didier de Radiguès en Sito Pons. Daarmee waren de kansen van Yamaha al bijna de grond in geboord, met Cadalora als enige vertegenwoordiger van een fabrieksteam. Jean-Philippe Ruggia (Gauloises-Sonauto-Yamaha) was al in de eerste ronde gevallen en Juan Garriga (Ducados-Repsol-Yamaha) viel uit door een gebroken zuiger. Cadalora ging echter het gevecht met Roth aan en nam enkele malen de leiding over. Af en toen bemoeide Pons zich met het gevecht, terwijl Cornu vanaf de vierde plaats toekeek. Bij Cadalora's Yamaha brak echter ook een zuiger en toen werd het een compleet Honda-gevecht, dat werd gewonnen door Roth voor Pons, Cornu en Cardús. Martin Wimmer plaatste zich met zijn privé-Aprilia voor de fabrieksmachine van De Radiguès en pas op de zevende plaats volgde de eerste Yamaha, de privé-Yamaha TZ 250 van Alberto Puig. 
| Pos | Coureur                   | Merk                            | Tijd     | Grid | Punten |
| --- | ------------------------- | ------------------------------- | -------- | ---- | ------ |
| 1   | Reinhold Roth             | HB-Shoei-HRC-Honda              | 41"03'89 | 2    | 20     |
| 2   | Sito Pons                 | Campsa-JJ Cobas-HRC-Honda       | 41"04'28 | 1    | 17     |
| 3   | Jacques Cornu             | Lucky Strike-ELF-HRC-Honda      | 41"04'67 | 6    | 15     |
| 4   | Carlos Cardús             | Repsol-HRC-Honda España         | 41"15'47 | 4    | 13     |
| 5   | Martin Wimmer             | Hein Gericke-Aprilia-Rotax      | 41"17'48 | 7    | 11     |
| 6   | Didier de Radiguès        | Aprilia-Rotax                   | 41"19'35 | 10   | 10     |
| 7   | Alberto Puig              | Nieto-Ducados-Yamaha            | 41"41'19 | 9    | 9      |
| 8   | Wilco Zeelenberg          | Samson-Sharp-HRC-Honda          | 41"41'43 | 23   | 8      |
| 9   | Marcellino Lucchi         | Aprilia-Rotax                   | 41"47'33 |      | 7      |
| 10  | Carlos Lavado             | Rudy Project-Aprilia-Rotax      | 41"52'14 | 17   | 6      |
| 11  | Masahiro Shimizu          | Ajinomoto-HRC-Honda             | 41"58'82 |      | 5      |
| 12  | Stefano Caracchi          | Honda                           | 41"59'99 |      | 4      |
| 13  | Patrick van den Goorbergh | Docshop-Yamaha                  | 42"00'34 |      | 3      |
| 14  | Harald Eckl               | Römer-Aprilia-Rotax             | 42"04'87 |      | 2      |
| 15  | Alberto Rota              | FMI-Aprilia-Rotax               | 42"05'17 |      | 1      |
| 16  | August Auinger            | Project Consult-Yamaha          | 42"05'49 |      |        |
| 17  | Andreas Preining          | Aprilia-Rotax                   | 42"08'41 |      |        |
| 18  | Fausto Ricci              | FMI-Aprilia-Rotax               | 42"10'28 |      |        |
| 19  | Bernard Haenggeli         | Yamaha                          | 42"16'73 |      |        |
| 20  | Daniel Amatriaín          | Team Katayama-Ducados-HRC-Honda | 42"43'33 | 20   |        |
| 21  | Bernard Schick            | Yamaha                          | 42"47'25 |      |        |
| 22  | René Delaby               | Yamaha                          | 42"57'60 |      |        |
| 23  | Jean-François Baldé       | Yamaha                          | 43"25'27 |      |        |

| Coureur              | Merk                        | Oorzaak | Grid |
| -------------------- | --------------------------- | ------- | ---- |
| Gary Cowan           | Docshop-Yamaha              | Val     |      |
| Jean-Philippe Ruggia | Gauloises-Sonauto-Yamaha    | Val     | 3    |
| Adrien Morillas      | Yamaha                      |         |      |
| Nigel Bosworth       | Aprilia-Rotax               | Val     |      |
| Luca Cadalora        | Agostini-Marlboro-Yamaha    | Zuiger  | 5    |
| Alex Barros          | McDonald's-Venemotos-Yamaha | Val     | 16   |
| Juan Garriga         | Nieto-Ducados-Repsol-Yamaha | Zuiger  | 12   |
| Hans Becker          | Seel                        | Val     |      |
| Loris Reggiani       | HB-HRC-Honda                | Val     | 8    |
| Erich Neumair        | Aprilia-Rotax               |         |      |
| Renzo Colleoni       | Aprilia-Rotax               |         |      |
| Maurizio Vitali      | Honda                       |         |      |
| Helmut Bradl         | HB-Römer-HRC-Honda          | Val     |      |

| Coureur             | Merk            |
| ------------------- | --------------- |
| Jean-Francois Foray | Yamaha          |
| Javier Cardelús     | JJ Cobas-Rotax  |
| Andrew Leisner      | Honda           |
| Kevin Mitchell      | Yamaha          |
| Alain Bronec        | Aprilia-Rotax   |
| Virginio Ferrari    | Gazzaniga-Rotax |
| Manfred Herweh      | Yamaha          |
| Massimo Matteoni    | Yamaha          |
| Urs Jücker          | Yamaha          |
| Hans Koopman        | Honda           |
| Luis Lavado         | Yamaha          |

| Coureur            | Merk             | Oorzaak  |
| ------------------ | ---------------- | -------- |
| Toshihiko Honma    | Yamaha           | [ 18 ]   |
| Jim Filice         | HRC-Honda        | [ 19 ]   |
| John Kocinski      | Roberts-Yamaha   | [ 20 ]   |
| Jochen Schmid      | Honda            | Blessure |
| Tadayuki Okada     | Cabin-HRC-Honda  | [ 8 ]    |
| Toshinobu Shiomori | Yamaha           | [ 8 ]    |
| Daryl Beattie      | Honda            |          |
| Paolo Casoli       | Pileri-AGV-Honda |          |
| Junya Arai         | Honda            | [ 8 ]    |

### Top tien tussenstand 250cc-klasse
| Pos | Coureur              | Merk                                   | Ptn |
| --- | -------------------- | -------------------------------------- | --- |
| 1   | Sito Pons            | Campsa-JJ Cobas-HRC-Honda              | 164 |
| 2   | Reinhold Roth        | HB-Römer-HRC-Honda/ HB-Shoei-HRC-Honda | 103 |
| 3   | Jacques Cornu        | Lucky Strike-ELF-HRC-Honda             | 100 |
| 4   | Jean-Philippe Ruggia | Gauloises-Sonauto-Yamaha               | 99  |
| 5   | Carlos Cardús        | Repsol-HRC-Honda España                | 95  |
| 6   | Luca Cadalora        | Agostini-Marlboro-Yamaha               | 70  |
| 7   | Juan Garriga         | Nieto-Ducados-Repsol-Yamaha            | 51  |
| 7   | Masahiro Shimizu     | Ajinomoto-HRC-Honda                    | 51  |
| 9   | Helmut Bradl         | HB-Römer-HRC-Honda                     | 44  |
| 9   | Martin Wimmer        | Hein Gericke-Aprilia-Rotax             | 44  |

## 125cc-klasse

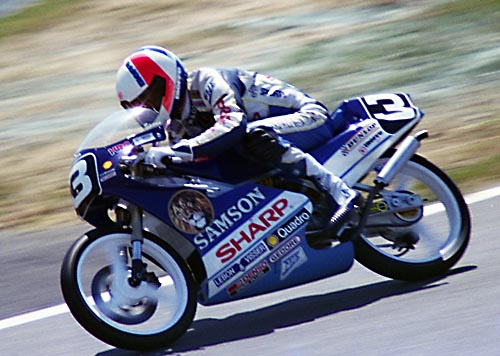
Hans Spaan

### De training
Met 0,7 seconde verschil in de trainingen kon Hans Spaan tevreden zijn, temeer omdat hij bijna een volle seconde sneller was dan WK-leider Ezio Gianola. Jorge Martínez was nog niet helemaal hersteld van zijn sleutelbeenbreuk en liet de 80cc-klasse varen, maar in de 125cc-kwalificatie was hij vierde. Peter Öttl kwalificeerde zich als tiende met de nieuwe 125cc-Krauser, die zich nog in het ontwikkelingsstadium bevond. De machine was ontwikkeld door Herbert Rittberger. 

#### Trainingstijden
| Pos | Coureur         | Merk                       | Tijd    |
| --- | --------------- | -------------------------- | ------- |
| 1.  | Hans Spaan      | Samson-Sharp-Honda         | 2"25'20 |
| 2.  | Àlex Crivillé   | Marlboro-JJ Cobas-Rotax    | 2"25'92 |
| 3.  | Ezio Gianola    | Pileri-AGV-Honda           | 2"26'05 |
| 4.  | Jorge Martínez  | Nieto-Ducados-Cepsa-Derbi  | 2"26'68 |
| 5.  | Stefan Prein    | Honda                      | 2"27'07 |
| 6.  | Bruno Casanova  | Aprilia-Rotax              | 2"27'11 |
| 7.  | Julián Miralles | Nieto-Ducados-Cepsa-Derbi  | 2"27'53 |
| 8.  | Gabriele Debbia | Aprilia-Rotax              | 2"27'82 |
| 9.  | Fausto Gresini  | FMI-Marlboro-Aprilia-Rotax | 2"27'91 |
| 10. | Peter Öttl      | LCR-Krauser                | 2"28'28 |

### De race
De kopgroep bestond aanvankelijk uit Stefan Prein, Àlex Crivillé, Jorge Martínez en Ezio Gianola, maar in de derde ronde had Hans Spaan aansluiting gevonden en hij nam de leiding voor Crivillé en Gianola. Spaan hield de leiding een aantal ronden, maar raakte bij het Mandeveen even in het gras. Vijf ronden lang volgde (en bestudeerde) hij Crivillé. Drie ronden voor het einde ging Gianola onderuit en ontstond een gevecht tussen Spaan en Crivillé. In de voorlaatste ronde passeerde Spaan Crivillé bij de Stekkenwal. Crivillé nam de leiding terug, maar Spaan wist dat hij bij de Stekkenwal kon toeslaan en deed dat ook. Crivillé was tevreden met zijn tweede plaats, want door de val van Gianola kwam hij aan de leiding van het wereldkampioenschap. 
| Pos | Coureur            | Merk                       | Tijd     | Grid | Punten |
| --- | ------------------ | -------------------------- | -------- | ---- | ------ |
| 1   | Hans Spaan         | Samson-Sharp-Honda         | 38"57'69 | 1    | 20     |
| 2   | Àlex Crivillé      | Marlboro-JJ Cobas-Rotax    | 38"57'88 | 2    | 17     |
| 3   | Julián Miralles    | Nieto-Ducados-Cepsa-Derbi  | 39"17'33 | 7    | 15     |
| 4   | Stefan Prein       | Honda                      | 39"18'01 | 5    | 13     |
| 5   | Hisashi Unemoto    | Fukuda-Honda               | 39"40'65 | 13   | 11     |
| 6   | Fausto Gresini     | FMI-Marlboro-Aprilia-Rotax | 39"40'66 | 9    | 10     |
| 7   | Jorge Martínez     | Nieto-Ducados-Cepsa-Derbi  | 39"49'11 | 4    | 9      |
| 8   | Taru Rinne         | Servisco-Honda             | 39"55'30 | 11   | 8      |
| 9   | Koji Takada        | Fukuda-Honda               | 40"04'09 | 15   | 7      |
| 10  | Alfred Waibel      | Honda                      | 40"04'43 | 12   | 6      |
| 11  | Thierry Feuz       | Honda                      | 40"05'12 | 21   | 5      |
| 12  | Lucio Pietroniro   | Honda                      | 40"05'46 | 16   | 4      |
| 13  | Gabriele Debbia    | Aprilia-Rotax              | 40"06'46 | 8    | 3      |
| 14  | Allan Scott        | Honda                      | 40"08'66 | 31   | 2      |
| 15  | Dirk Raudies       | Honda                      | 40"16'00 | 27   | 1      |
| 16  | Domenico Brigaglia | Garelli                    | 40"21'81 | 18   |        |
| 17  | Doriano Romboni    | Honda                      | 40"22'02 | 29   |        |
| 18  | Flemming Kistrup   | Honda                      | 40"22'57 | 17   |        |
| 19  | Hubert Abold       | Rotax                      | 40"22'99 | 19   |        |
| 20  | Manfred Fischer    | Honda                      | 40"23'31 | 23   |        |
| 21  | Adri Nijenhuis     | Honda                      | 40"34'44 | 34   |        |
| 22  | Heinz Lüthi        | Honda                      | 40"34'69 | 24   |        |
| 23  | Othmar Schuler     | Honda                      | 41"19'31 | 35   |        |
| 24  | Herri Torrontegui  | Honda                      | 41"31'78 | 14   |        |

| Coureur            | Merk                   | Oorzaak | Grid |
| ------------------ | ---------------------- | ------- | ---- |
| Peter Öttl         | LCR-Krauser            | Opgave  | 10   |
| Adi Stadler        | Honda                  |         | 32   |
| Bruno Casanova     | Aprilia-Rotax          | Val     | 6    |
| Robin Appleyard    | Honda                  |         | 33   |
| Robin Milton       | Honda                  |         | 26   |
| Luis Miguel Reyes  | Marlboro-Honda         |         | 20   |
| Jean-Claude Selini | Honda                  |         | 36   |
| Alex Bedford       | 7Up-EMC-Rotax          |         | 30   |
| Stefan Dörflinger  | Marlboro-Aprilia-Rotax |         | 25   |
| Corrado Catalano   | Gazzaniga-Rotax        |         | 28   |
| Ezio Gianola       | Pileri-AGV-Honda       | Val     | 3    |
| Emilio Cuppini     | Garelli                |         | 22   |

| Coureur              | Merk          |
| -------------------- | ------------- |
| Bert Smit            | Honda         |
| Johnny Wickström     | Honda         |
| Bady Hassaine        | Honda         |
| Gastone Grassetti    | Aprilia-Rotax |
| Håkan Olsson         | Rotax         |
| Pier Paolo Bianchi   | MBA           |
| Mike Leitner         | Honda         |
| Jos van Dongen       | Casal         |
| Trevor Manley        | Honda         |
| Kryszstof Galatowicz | Honda         |
| Rafael Roses         | Honda         |
| Valerio Vivarelli    | Rotax         |

| Coureur             | Merk  | Oorzaak |
| ------------------- | ----- | ------- |
| Masayuki Hirose     | Honda | [ 8 ]   |
| Kenishi Yoshida     | Honda | [ 8 ]   |
| Masato Shima        | Honda | [ 8 ]   |
| Yukata Fujiwara     | Honda | [ 8 ]   |
| Kazuaki Yamashita   | Honda | [ 8 ]   |
| Shin'ichi Fujiyama  | Honda | [ 8 ]   |
| Gerhard Waibel      | Honda |         |
| Kasuya Yamada       | Honda | [ 25 ]  |
| Ian Saunders        | Honda |         |
| Jean-Pierre Jeandat | Honda |         |
| Stuart Edwards      | Honda |         |
| Hervé Duffard       | Honda |         |

### Top tien tussenstand 125cc-klasse
| Pos | Coureur         | Merk                       | Ptn |
| --- | --------------- | -------------------------- | --- |
| 1   | Àlex Crivillé   | Marlboro-JJ Cobas-Rotax    | 92  |
| 2   | Ezio Gianola    | Pileri-AGV-Honda           | 81  |
| 3   | Hans Spaan      | Samson-Sharp-Honda         | 78  |
| 4   | Julián Miralles | Nieto-Ducados-Cepsa-Derbi  | 77  |
| 5   | Fausto Gresini  | FMI-Marlboro-Aprilia-Rotax | 61  |
| 6   | Hisashi Unemoto | Fukuda-Honda               | 57  |
| 7   | Koji Takada     | Fukuda-Honda               | 50  |
| 8   | Robin Milton    | Honda                      | 46  |
| 9   | Stefan Prein    | Honda                      | 44  |
| 10  | Allan Scott     | Honda                      | 37  |

## 80cc-klasse

### De training
Al tijdens de trainingen bleek dat de Krausers erg snel waren, met Stefan Dörflinger, Herri Torrontegui en Peter Öttl op de eerste drie plaatsen. Hoewel Jorge Martínez weer redelijk hersteld was van zijn sleutelbeenbreuk, beperkte hij zich in Assen nog tot de 125cc-klasse. Zijn teamgenoten Manuel Herreros en Julián Miralles completeerden de voorste startrij. 

#### Trainingstijden
| Pos | Coureur           | Merk                      | Tijd    |
| --- | ----------------- | ------------------------- | ------- |
| 1.  | Stefan Dörflinger | Marlboro-LCR-Krauser      | 2"33'35 |
| 2.  | Herri Torrontegui | Servitrans-Repsol-Krauser | 2"34'81 |
| 3.  | Peter Öttl        | Atomic-Krauser            | 2"34'81 |
| 4.  | Manuel Herreros   | Nieto-Ducados-Cepsa-Derbi | 2"35'03 |
| 5.  | Julián Miralles   | Nieto-Ducados-Cepsa-Derbi | 2"35'50 |
| 6.  | Jörg Seel         | Seel                      | 2"36'68 |
| 7.  | José Saez         | Krauser                   | 2"37'41 |
| 8.  | Luis Alvaro       | Krauser                   | 2"37'47 |
| 9.  | Andrés Sánchez    | Krauser                   | 2"37'51 |
| 10. | Hans Koopman      | Viplex-Ziegler            | 2"38'01 |

### De race
De 80cc-race ging net als in de Grand Prix van Oostenrijk een half uur later van start omdat een aantal rijders demonstreerde voor behoud van deze klasse. Toen het licht eenmaal groen werd raakten zowel Peter Öttl als Stefan Dörflinger ver achterop. Even bestond de kopgroep uit Manuel Herreros, Herri Torrontegui en de (verdacht) snel gestarte Luis Alvaro. Alvaro waagde één aanval op Herreros, maar moest dat bekopen met een stukje door het gras, waarop Herreros hem middels een handgebaar duidelijk maakte dat hij zich niet met het gevecht mocht bemoeien. Herreros maakte zich los van Torrontegui en Alvaro, maar intussen kwamen Dörlinger en Öttl langzaam maar zeker richting zijn achterwiel. Zelfs tijdens hun onderlinge gevecht maakten ze nog tijd goed op Herreros. Aanvankelijk liet Öttl het aanvallen aan Dörflinger over. Hij bekeek het vanaf de derde positie, maar in de laatste ronden viel hij Herreros zelf aan. Herreros leek de race te winnen, maar in de laatste ronde brak het Meeuwenmeer zijn achterwiel even weg. Öttl kon daarvan profiteren, maar Dörflinger niet.
| Pos | Coureur            | Merk                       | Tijd      | Grid | Punten |
| --- | ------------------ | -------------------------- | --------- | ---- | ------ |
| 1   | Peter Öttl         | Atomic-Krauser             | 28"30'78  | 3    | 20     |
| 2   | Manuel Herreros    | Nieto-Ducados-Cepsa-Derbi  | 28"31'12  | 4    | 17     |
| 3   | Stefan Dörflinger  | Marlboro-LCR-Krauser       | 28"31'35  | 1    | 15     |
| 4   | Julián Miralles    | Nieto-Ducados-Cepsa-Derbi  | 28"48'67  | 5    | 13     |
| 5   | Jaime Mariano      | Banca March-Timspeed-Casal | 29"00'63  | 13   | 11     |
| 6   | Bogdan Nikolov     | Krauser                    | 29"07'27  | 17   | 10     |
| 7   | Hans Koopman       | Viplex-Ziegler             | 29"07'48  | 10   | 9      |
| 8   | Bert Smit          | Krauser                    | 29"07'97  | 16   | 8      |
| 9   | Paolo Priori       | Krauser                    | 29"08'22  | 15   | 7      |
| 10  | Bernd Völkel       | Seel                       | 29"16'55  | 14   | 6      |
| 11  | Herri Torrontegui  | Servitrans-Repsol-Krauser  | 29"17'94  | 2    | 5      |
| 12  | Ralf Waldmann      | Seel                       | 29"34'02  | 12   | 4      |
| 13  | Stefan Brägger     | Casal                      | 29"44'08  | 28   | 3      |
| 14  | Jos van Dongen     | Casal                      | 29"50'07  | 22   | 2      |
| 15  | Stefan Kurfiss     | Krauser                    | 29"52'38  | 23   | 1      |
| 16  | René Dünki         | LCR-Krauser                | 29"52'90  | 25   |        |
| 17  | Luis Alvaro        | Krauser                    | 29"53'27  | 8    |        |
| 18  | Günter Schirnhofer | Krauser                    | 29"53'74  | 19   |        |
| 19  | Janez Pintar       | Eberhardt                  | 29"54'03  | 24   |        |
| 20  | Reiner Koster      | Kroko                      | 30"07'05  | 26   |        |
| 21  | Joaquin Gali       | Krauser                    | 30"08'59  | 27   |        |
| 22  | Heinz Paschen      | Casal                      | 30"11'49  | 32   |        |
| 23  | Zdravko Matulja    | Casal                      | 30"12'02  | 29   |        |
| 24  | Thomas Engl        | Krauser                    | +1 ronde  | 35   |        |
| 25  | Matthias Ehinger   | Krauser                    | +1 ronde  | 34   |        |
| 26  | János Szabó        | Krauser                    | +2 ronden | 20   |        |

| Coureur         | Merk           | Oorzaak       | Grid |
| --------------- | -------------- | ------------- | ---- |
| Gabriele Gnani  | Gnani          | Opgave        | 18   |
| Jörg Seel       | Seel           | Schakelpedaal | 6    |
| José Saez       | Krauser        | Val           | 7    |
| Maik Stief      | Casal          |               | 33   |
| Andrés Sánchez  | JJ Cobas-Rotax |               | 9    |
| Roberto Sassone | Unimoto        | Val           | 11   |
| Undine Kummer   | Krauser        |               | 31   |

| Coureur         | Merk    | Oorzaak |
| --------------- | ------- | ------- |
| Jacques Bernard | Fantic  |         |
| Javier Arumi    | Krauser | Defect  |
| Manuel Duarto   | Zündapp |         |

| Coureur         | Merk         |
| --------------- | ------------ |
| Chris Baert     | Bultaco      |
| Paul Bordes     | RB           |
| Alojz Pavlič    | Seel         |
| Emilio Palencia | Arbizu-Casal |
| Fabrice Roy     | Tyl          |
| Claude Gourdon  | DGM          |

| Coureur              | Merk                      | Oorzaak  |
| -------------------- | ------------------------- | -------- |
| Antonio Sánchez      | JJ Cobas-Rotax            |          |
| Jorge Martínez       | Nieto-Ducados-Cepsa-Derbi | Blessure |
| Giuseppe Ascareggi\| | BBFT                      |          |

### Top tien tussenstand 80cc-klasse
(Nog één race te gaan: GP van Tsjecho-Slowakije).
| Pos | Coureur           | Merk                       | Ptn |
| --- | ----------------- | -------------------------- | --- |
| 1   | Manuel Herreros   | Nieto-Ducados-Cepsa-Derbi  | 75  |
| 1   | Peter Öttl        | Atomic-Krauser             | 75  |
| 3   | Stefan Dörflinger | Marlboro-LCR-Krauser       | 69  |
| 4   | Herri Torrontegui | Servitrans-Repsol-Krauser  | 55  |
| 5   | Gabriele Gnani    | Gnani                      | 37  |
| 6   | Bogdan Nikolov    | Krauser                    | 37  |
| 7   | Paolo Priori      | Krauser                    | 25  |
| 8   | Antonio Sánchez   | JJ Cobas-Rotax             | 30  |
| 9   | Jaime Mariano     | Banca March-Timspeed-Casal | 28  |
| 10  | Julián Miralles   | Nieto-Ducados-Cepsa-Derbi  | 26  |
| 10  | Hans Koopman      | Viplex-Ziegler             | 26  |

## Zijspanklasse

### De training
Rolf Biland reed de snelste tijd in de vierde tijdtraining, want de tweede had hij gemist door ontstekingsproblemen en de derde door het experimenteren met sproeiernaalden. Egbert Streuer had gehoopt in Assen zijn nieuwe injectiesysteem te kunnen gebruiken, maar dat was nog niet doorontwikkeld. 

#### Trainingstijden
| Pos | Coureur          | Bakkenist       | Merk                        | Tijd    |
| --- | ---------------- | --------------- | --------------------------- | ------- |
| 1.  | Rolf Biland      | Kurt Waltisperg | Dow Chemical-LCR-Krauser    | 2"17'42 |
| 2.  | Egbert Streuer   | Geral de Haas   | Lucky Strike-LCR-Yamaha     | 2"17'75 |
| 3.  | Steve Webster    | Toni Hewitt     | Brown-Silkolene-LCR-Krauser | 2"17'84 |
| 4.  | Alfred Zurbrügg  | Martin Zurbrügg | LCR-Yamaha                  | 2"19'19 |
| 5.  | Alain Michel     | Jean-Marc Fresc | ELF-LCR-Krauser             | 2"19'25 |
| 6.  | Markus Egloff    | Urs Egloff      | BP-SMS-Yamaha               | 2"20'12 |
| 7.  | Masato Kumano    | Markus Fährni   | LCR-Yamaha                  | 2"20'46 |
| 8.  | Steve Abbott     | Shaun Smith     | LCR-Yamaha                  | 2"20'52 |
| 9.  | Rolf Steinhausen | Bruno Hiller    | Busch-ADM                   | 2"21'35 |
| 10. | Derek Jones      | Peter Brown     | LCR-Yamaha                  | 2"21'41 |

### De race
Bij de start waren Egbert Streuer/Geral de Haas het snelste weg, gevolgd door Steve Webster/Tony Hewitt. Rolf Biland/Kurt Waltisperg startten zo slecht, dat zowel Steve Abbott/Shaun Smith als Rolf Steinhausen/Bruno Hiller (vanaf de derde startrij) nog voor hem zaten. Na één ronde was al duidelijk dat de race tussen Webster en Streuer zou gaan. Het duurde lang tot Biland de derde plaats had overgenomen, maar ook toen verloor hij alleen nog maar tijd op het leidende duo. Negen ronden lang leidde Streuer, op start/finish steeds maar enkele centimeters voor Webster, waardoor het leek of die laatste nog wat over had. In de tiende ronde passeerde Webster in de Veenslang, maar toen bleek dat Streuer op zijn beurt weer goed kon volgen. Het resulteerde in nog enkele inhaalacties, maar uiteindelijk sloeg Webster - opnieuw in de Veenslang - definitief toe. Streuer probeerde nog een laatste wanhoopsactie in de Geert Timmerbocht, maar moest daarbij door het gras en werd tweede met slechts 0,4 seconde achterstand, maar een halve minuut voor Biland/Waltisperg. Op de vraag achteraf aan Biland wat zijn probleem was geweest, antwoordde hij: "Webster en Streuer". 
| Pos | Coureur            | Bakkenist        | Merk                        | Tijd     | Grid | Punten |
| --- | ------------------ | ---------------- | --------------------------- | -------- | ---- | ------ |
| 1   | Steve Webster      | Tony Hewitt      | Brown-Silkolene-LCR-Krauser | 37'07"67 | 3    | 20     |
| 2   | Egbert Streuer     | Geral de Haas    | Lucky Strike-LCR-Yamaha     | +0"44    | 2    | 17     |
| 3   | Rolf Biland        | Kurt Waltisperg  | Dow Chemical-LCR-Krauser    | +31"09   | 1    | 15     |
| 4   | Alain Michel       | Jean-Marc Fresc  | ELF-LCR-Krauser             | +34"92   | 5    | 13     |
| 5   | Rolf Steinhausen   | Bruno Hiller     | Busch-ADM                   | +1'00"63 | 9    | 11     |
| 6   | Steve Abbott       | Shaun Smith      | LCR-Yamaha                  | +1'04"01 | 8    | 10     |
| 7   | Bernd Scherer      | Thomas Schröder  | BSR-Krauser                 | +1'20"81 | 12   | 9      |
| 8   | Masato Kumano      | Markus Fährni    | LCR-Yamaha                  | +1'22"31 | 7    | 8      |
| 9   | Theo van Kempen    | Simon Birchall   | Beijeman-LCR-Krauser        | +1'27"64 | 14   | 7      |
| 10  | Yvan Nigrowsky     | Jacques Corbier  | LCR-JPX                     | +1'32"24 |      | 6      |
| 11  | Fritz Stölzle      | Hubert Stölzle   | LCR-Krauser                 | +1'36"09 | 13   | 5      |
| 12  | Derek Jones        | Peter Brown      | LCR-Yamaha                  | +1'36"44 | 10   | 4      |
| 13  | Yoshisada Kumagaya | Peter Lindén     | Windle-Yamaha               | +1'43"66 |      | 3      |
| 14  | René Progin        | Yvan Hunziker    | LCR-Krauser                 | +1'48"82 | 15   | 2      |
| 15  | Tony Baker         | Trevor Hopkinson | LCR-Krauser                 | +1'49"95 |      | 1      |
| 16  | Barry Smith        | David Smith      | Windle-ADM                  |          |      |        |

| Coureur              | Bakkenist       | Merk          | Oorzaak         | Grid |
| -------------------- | --------------- | ------------- | --------------- | ---- |
| Alfred Zurbrügg      | Martin Zurbrügg | LCR-Yamaha    |                 | 4    |
| Markus Egloff        | Urs Egloff      | BP-SMS-Yamaha | Los zijspanwiel | 6    |
| Jos van Stekelenburg | Rini Betgens    | LCR-Yamaha    |                 | 20   |
| Barry Brindley       | Graham Rose     | Fowler-Yamaha |                 | 11   |

| Coureur     | Bakkenist     | Merk        | Oorzaak            | Grid |
| ----------- | ------------- | ----------- | ------------------ | ---- |
| Tony Wyssen | Kilian Wyssen | LCR-Krauser | Blessure van Tony. |      |

| Coureur          | Bakkenist       | Merk        |
| ---------------- | --------------- | ----------- |
| Billy Gällros    | Håkan Olsson    | Yamaha      |
| Wolfgang Stropek | Steve Campbell  | LCR-Krauser |
| Gary Thomas      | Eckart Rösinger | LCR-Krauser |
| Kenny Howles     | Steve Pointer   | LCR-Krauser |
| Ray Gardner      | Tony Strevens   | LCR-Krauser |
| Judd Drew        | Brian Houghton  | LCR-JPX     |
| Clive Stirrat    | Simon Prior     | LCR-Krauser |
| George Hardwick  | Steve Parker    | LCR-Yamaha  |

### Top tien tussenstand zijspanklasse
| Pos | Coureur            | Bakkenist                           | Merk                          | Ptn |
| --- | ------------------ | ----------------------------------- | ----------------------------- | --- |
| 1   | Steve Webster      | Tony Hewitt                         | Brown-Silkolene-LCR-Krauser   | 61  |
| 2   | Egbert Streuer     | Bernard Schnieders en Geral de Haas | Lucky Strike-LCR-Yamaha       | 51  |
| 3   | Masato Kumano      | Markus Fährni                       | LCR-Yamaha                    | 47  |
| 4   | Alain Michel       | Jean-Marc Fresc                     | ELF-LCR-Krauser               | 45  |
| 5   | Rolf Biland        | Kurt Waltisperg                     | Dow Chemical-LCR-Krauser      | 35  |
| 6   | Fritz Stölzle      | Hubert Stölzle                      | LCR-Krauser                   | 34  |
| 7   | Rolf Steinhausen   | Bruno Hiller                        | Busch-ADM                     | 29  |
| 8   | Markus Egloff      | Urs Egloff                          | BP-LCR-Yamaha / BP-SMS-Yamaha | 25  |
| 9   | Alfred Zurbrügg    | Martin Zurbrügg                     | LCR-Yamaha                    | 21  |
| 10  | Barry Brindley     | Graham Rose                         | Fowler-Yamaha                 | 20  |
| 10  | Yoshisada Kumagaya | Brian Barlow, Peter Lindén          | Windle-Yamaha                 | 20  |

## Formule 1

### De training
Al in de training stond er geen maat op Carl Fogarty, die zijn Honda naar poleposition reed. Steve Hislop, die enkele weken eerder tijdens de TT van Man zowel de Formula One TT, de Supersport 600 TT als de Senior TT gewonnen had, viel nogal tegen met de zevende startplaats. Trevor Nation reed met de Norton RCW 588 wankelmotor de tiende tijd. 

#### Trainingstijden
| Pos | Coureur          | Merk          | Tijd    |
| --- | ---------------- | ------------- | ------- |
| 1.  | Carl Fogarty     | Honda         | 2"17'51 |
| 2.  | Roger Burnett    | Honda         | 2"17'94 |
| 3.  | Jari Suhonen     | Yamaha        | 2"18'09 |
| 4.  | Andreas Hofmann  | Honda         | 2"18'34 |
| 5.  | James Whitham    | Durex-Suzuki  | 2"19'45 |
| 6.  | Anders Andersson | Suzuki        | 2"19'45 |
| 7.  | Steve Hislop     | HRC-Honda     | 2"19'86 |
| 8.  | Michael Galinsky | Bimota-Yamaha | 2"20'28 |
| 9.  | Jeffry de Vries  | Yamaha        | 2"20'38 |
| 10. | Trevor Nation    | Norton        | 2"20'43 |

### De race
De Formule 1-race verliep eigenlijk vrij eentonig. Vanaf de start leidde Carl Fogarty voor Andy Hofmann en Roger Burnett. Fogarty bouwde een voorsprong op van tien seconden en omdat de koplopers in dezelfde ronde gingen tanken bracht ook de tankstop de spanning niet terug. Fogarty reed ook de snelste raceronde en had bij de finish 17 seconden voorsprong. Fogarty ging nu ruim aan de leiding in de totaalstand, omdat hij als enige ook aan de eerste race in Sugo had deelgenomen. Hij scoorde daar slechts drie punten, maar met de vierde plaats in de Formula One TT en deze overwinning had hij tien punten voorsprong op de Schot Brian Morrison. 
| Pos | Coureur                      | Merk            | Tijd     | Grid | Punten |
| --- | ---------------------------- | --------------- | -------- | ---- | ------ |
| 1   | Carl Fogarty                 | Honda           | 58"06'40 | 1    | 20     |
| 2   | Andreas Hofmann              | Honda           | 58"23'24 | 4    | 17     |
| 3   | Roger Burnett                | Honda           | 58"23'56 | 2    | 15     |
| 4   | Jari Suhonen                 | Yamaha          | 58"45'55 |      | 13     |
| 5   | James Whitham                | Durex-Suzuki    | 58"47'74 | 5    | 11     |
| 6   | Jeffry de Vries              | Yamaha          | 58"51'01 | 9    | 10     |
| 7   | Brian Morrison               | Honda           |          |      | 9      |
| 8   | Robert Dunlop                | Honda           |          |      | 8      |
| 9   | Tony Rohrer                  | Honda           |          |      | 7      |
| 10  | Trevor Nation                | Norton          |          | 10   | 6      |
| 11  | Steve Hislop                 | HRC-Honda       |          | 7    | 5      |
| 12  | Peter Rubatto                | Bimota-Yamaha   |          |      | 4      |
| 13  | Mario Rubatto                | Suzuki          |          |      | 3      |
| 14  | Steve Williams               | Yamaha          |          |      | 2      |
| 15  | Peter Lindén                 | Honda           |          |      | 1      |
| 16  | Mile Pajic                   | Kawasaki        |          | 13   |        |
| 17  | Claudio Biesele              | Bimota-Yamaha   |          |      |        |
| 18  | Steve Cull                   | Norton          |          |      |        |
| 19  | Christian Monsch             | Honda           |          |      |        |
| 20  | Esko Kuparinen               | Honda           |          |      |        |
| 21  | Peter Krummenacher           | Meienberg-Honda |          |      |        |
| 22  | Peter Sköld                  | Honda           |          |      |        |
| 23  | Johnny Willemsen             | Suzuki          |          | 33   |        |
| 24  | Rico Mertens                 | Suzuki          |          | 37   |        |
| 25  | Vittorio Scatola             | Onbekend        |          |      |        |
| 26  | Nattavude Charoensukhawatana | Kawasaki        |          |      |        |
| 27  | Ignace Parijs                | Honda           |          |      |        |

| Coureur            | Merk          | Oorzaak   | Grid |
| ------------------ | ------------- | --------- | ---- |
| Anders Andersson   | Suzuki        |           | 6    |
| Michael Galinsky   | Bimota-Yamaha |           | 8    |
| Gerard van der Wal | Yamaha        | Lege tank | 15   |
| Dick Bemelman      | Bimota-Yamaha | Lege tank | 20   |
| Tom de Klerk       | Ducati        |           | 39   |
| Henk Twikler       | Suzuki        |           | 41   |

| Coureur               | Merk         |
| --------------------- | ------------ |
| Bodo Schmidt          | Yamaha       |
| Ray Hutchison         | Suzuki       |
| Kit Chung Chao        | Kawasaki     |
| Brian Reid            | Honda        |
| René Rasmussen        | Suzuki       |
| Steve Spray           | Norton       |
| Phil Armes            | Suzuki       |
| John Caffrey          | Yamaha       |
| Robert Holden         | Honda        |
| Jerome van Haeltert   | Suzuki       |
| Johan van Vaerenbergh | Kawasaki     |
| Stéphane Mertens      | Honda        |
| Eddie Laycock         | Millar-Honda |
| Peter Granath         | Yamaha       |
| Erkki Siukola         | Suzuki       |
| Michael Seward        | Honda        |
| Simon Cheung          | Honda        |

| Coureur             | Merk               | Oorzaak  |
| ------------------- | ------------------ | -------- |
| Joey Dunlop         | HRC-Honda          | Blessure |
| Charlie Corner      | Honda              |          |
| Nick Jefferies      | Yamaha             |          |
| Michael Dowson      | Yamaha             |          |
| Dave Leach          | Yamaha             |          |
| Yasutomo Nagai      | Yamaha             | [ 8 ]    |
| Yukiya Ōshima       | Suzuki             | [ 8 ]    |
| Sam McClements      | Honda              |          |
| Rob Phillis         | Kawasaki           |          |
| Graeme McGregor     | Honda              |          |
| Ken’ichirō Iwahashi | Honda              | [ 8 ]    |
| Doug Polen          | Suzuki             |          |
| Noboru Miura        | Honda              | [ 8 ]    |
| Mikael Lundvall     | Kawasaki           |          |
| Phillip McCallen    | Shell Gemini-Honda |          |
| Andy McGladdery     | Honda              |          |
| Ian Jones           | Ducati             |          |
| Mistuo Saito        | Yamaha             | [ 8 ]    |
| Jun Maeda           | Honda              | [ 8 ]    |
| Pedro Baptista      | Honda              |          |
| Christer Lindholm   | Suzuki             |          |
| Colin Gable         | Honda              |          |
| Russell Benney      | Honda              |          |
| Shoji Miyazaki      | Honda              | [ 8 ]    |
| Dennis Ireland      | Honda              |          |
| Shoichi Tsukamoto   | Kawasaki           | [ 8 ]    |
| Toni Moran          | Yamaha             |          |
| Brent Gladwin       | Honda              |          |
| Steve Ward          | Honda              |          |
| Tadaaki Hanamura    | Yamaha             | [ 8 ]    |
| Woolsey Coulter     | Honda              |          |
| Göran Forsslund     | Suzuki             |          |
| Bob Jackson         | Honda              |          |
| Tadashi Ohshima     | Honda              | [ 8 ]    |
| Steve Lindsell      | Yamaha             |          |
| Tatsuro Arata       | Yamaha             | [ 8 ]    |

### Top tien tussenstand Formule 1
(Na drie wedstrijden)
| Pos | Coureur         | Merk         | Ptn |
| --- | --------------- | ------------ | --- |
| 1   | Carl Fogarty    | Honda        | 36  |
| 2   | Brian Morrison  | Honda        | 26  |
| 3   | Steve Hislop    | Honda        | 25  |
| 4   | James Whitham   | Durex-Suzuki | 21  |
| 5   | Michael Dowson  | Yamaha       | 20  |
| 6   | Robert Dunlop   | Honda        | 17  |
| 6   | Andreas Hofmann | Kawasaki     | 17  |
| 6   | Yasutomo Nagai  | Yamaha       | 17  |
| 9   | Yukiya Oshima   | Suzuki       | 15  |
| 9   | Nick Jefferies  | Yamaha       | 15  |
| 9   | Roger Burnett   | Honda        | 15  |

## Trivia

### Ad Slot
Formule 1-coureur Ad Slot kwam in de dinsdagavondtraining (20 juni) ten val nadat hij twee remblokken verloren had. Hij werd naar het Academisch Ziekenhuis Groningen gebracht, waar zijn toestand aanvankelijk stabiel leek. In de nacht van donderdag op vrijdag (23 juni) overleed hij plotseling aan een halswervelbreuk.

### Peter Lindén
Peter Lindén had het drukste programma van alle coureurs. Maandag 19 juni: twee trainingen voor het Europees kampioenschap 250 cc en twee trainingen voor het Europees kampioenschap 500 cc. Dinsdag 20 juni: 's ochtends training voor het Europees kampioenschap 250 cc en training voor het Europees kampioenschap 500 cc en 's middags beide races. 's Avonds training voor het WK Formule 1. Woensdag 21 juni: Twee trainingen voor het WK Formule 1, training voor het WK zijspannen en training voor het WK 500 cc. Donderdag 22 juni: Training voor het WK Formule 1, twee trainingen voor het WK zijspannen en twee trainingen voor het WK 500 cc, 's avonds: Formule 1 race. Vrijdag 23 juni: training voor het WK 500 cc en het WK zijspannen. Zaterdag 24 juni: 500 cc-race en aansluitend zijspanrace als invaller in het zijspan van Yoshisada Kumagaya. Peter Lindén legde in totaal 552,06 racekilometers af. De resultaten: EK 250: 15e, EK 500: 2e, Formule 1: 15e, GP 500: DNF, WK zijspannen: 13e.

### Spanning
De overwinning van Peter Öttl in de 80cc-klasse bracht een zinderende spanning teweeg, want hij stond nu gelijk met Manuel Herreros op de eerste plaats. Die spanning zou ook nog twee maanden en drie dagen aanhouden, want dan vond pas de GP van Tsjecho-Slowakije plaats. Dat zou de laatste race van het seizoen én van de geschiedenis van de 80cc-klasse worden. 

### Failliete sponsoren
Jacques Cornu had niet veel hoop op het langer voortbestaan van zijn helmensponsor Levior. Toen hij voor Kiwi-helmen reed ging die failliet en dit jaar was ook zijn sponsor Römer failliet gegaan (Levior bestond in 2018 114 jaar).

### Agostini en Spencer
De relatie tussen teammanager Giacomo Agostini en Freddie Spencer begon steeds warriger te worden. Agostini had zich negatief uitgelaten over Spencer, maar gaf tijdens een gezamenlijke persconferentie de pers de schuld. Nu verdedigde hij Spencer door te melden dat die nog moest wennen aan de Yamaha YZR 500 en dat hij twee nieuwe rijders had die beiden geen ervaring met de Yamaha hadden. Hij keek uit naar een derde rijder om het team aan te vullen en bezon zich nog op het verlengen van het contract met Spencer. Die derde rijder had hij feitelijk al in huis: Luca Cadalora deed het goed in de 250cc-klasse. 

### Langkamperen
Hoewel de WK-kalender toch al lang bekend was, was men in Spa-Francorchamps nog aan het werk in het rennerskwartier, dat pas op dinsdag na de TT van Assen gebruikt zou kunnen worden. Assen ving dit op door het rennerskwartier tot dinsdagochtend, drie dagen na de TT, open te houden.
1925 · 1926 · 1927 · 1928 · 1929 · 1930 · 1931 · 1932 · 1933 · 1934 · 1935 · 1936 · 1937 · 1938 · 1939 · 1940–1945 · 1946 · 1947 · 1948 · 1949 · 1950 · 1951 · 1952 · 1953 · 1954 · 1955 · 1956 · 1957 · 1958 · 1959 · 1960 · 1961 · 1962 · 1963 · 1964 · 1965 · 1966 · 1967 · 1968 · 1969 · 1970 · 1971 · 1972 · 1973 · 1974 · 1975 · 1976 · 1977 · 1978 · 1979 · 1980 · 1981 · 1982 · 1983 · 1984 · 1985 · 1986 · 1987 · 1988 · 1989 · 1990 · 1991 · 1992 · 1993 · 1994 · 1995 · 1996 · 1997 · 1998 · 1999 · 2000 · 2001 · 2002 · 2003 · 2004 · 2005 · 2006 · 2007 · 2008 · 2009 · 2010 · 2011 · 2012 · 2013 · 2014 · 2015 · 2016 · 2017 · 2018 · 2019 · 2021 · 2022 · 2023 · 2024 · 2025